# Mistrzostwa Świata w Fistballu Kobiet 2024
Ten artykuł dotyczy przyszłego wydarzenia sportowego. Informacje w nim zawarte zmienią się w przyszłości.
10. Mistrzostwa Świata w Fistballu Kobiet odbędą się w dniach 7–10 listopada 2024 roku w Argentynie. Gospodarzem turnieju będzie Montecarlo. Tytułu sprzed trzech lat będą bronić Niemcy. Po raz drugi turniej odbywać się będzie w Argentynie (wcześniej Buenos Aires w 1994). Jest to dziesiąta edycja mistrzostw świata organizowanych przez Międzynarodową Federację Fistballu (IFA).

## Zespoły

### Kwalifikacje
Zgodnie z decyzją Zarządu Międzynarodowej Federacji Fistballu, w mistrzostwach świata mogło wziąć udział 12 drużyn narodowych.

### Zakwalifikowane drużyny
- Europa – 4 miejsca:
  -  Austria
  -  Dania
  -  Niemcy
  -  Szwajcaria
- Ameryka Północna i Ameryka Południowa – 4 miejsca:
  -  Argentyna
  -  Brazylia
  -  Chile
  -  Stany Zjednoczone
- Oceania – 2 miejsca:
  -  Australia
  -  Nowa Zelandia
- Azja – 1 miejsce:
  -  Indie
- Afryka – 1 miejsce:
  -  Namibia